# Довічне позбавлення волі в Україні
Довічне позбавлення волі — це один із видів кримінального покарання, найвища міра покарання в Україні, що прийшла на заміну смертній карі. Призначається лише у виняткових випадках. У санкціях статей Особливої частини КК України зазначається лише як альтернативне покарання позбавленню волі. Станом на 1 січня 2023 в Україні 1578 осіб відбувають покарання у вигляді довічного позбавлення волі.

## Призначення
Оскільки довічне позбавлення волі фактично означає перебування за ґратами протягом усього життя, що залишається засудженому, цей вид покарання встановлюється лише за особливо тяжкі злочини, пов'язані з умисним позбавленням життя або посяганням на статеву свободу або недоторканність малолітніх, та за особливо тяжкі злочини проти основ національної безпеки України, вчинені в умовах воєнного стану, і лише у випадках, якщо суд не вважає за можливе застосувати позбавлення волі на певний строк. 

Не застосовується до неповнолітніх, до осіб віком понад 65 років та до жінок, що були в стані вагітності на момент вчинення злочину чи на момент постановлення вироку. Також не застосовується за готування до злочину та замах на злочин (крім деяких злочинів проти основ національної безпеки України та проти миру, безпеки людства та міжнародного правопорядку). Відповідно до положень статті 70 Кримінального кодексу в Україні при призначенні покарання довічне позбавлення волі (надалі — ДПВ) поглинає всі інші види покарань.

### Перелік злочинів, за які може бути призначено довічне позбавлення волі
| номер статті   | суть статті | альтернативне покарання             |
| -------------- | --- | ----------------------------------- |
| ч. 3 ст. 110   | посягання на територіальну цілісність і недоторканність України, що потягло за собою загибель людей чи інші тяжкі наслідки                                                     | від 10 до 15 років позбавлення волі |
| ч. 2 ст. 111   | державна зрада, вчинена в умовах воєнного стану | 15 років позбавлення волі           |
| ч. 8 ст. 111.1 | колабораційна діяльність, що призвела до загибелі людей або настання інших тяжких наслідків                                                                                    | 15 років позбавлення волі           |
| ст. 112        | посягання на життя державного чи громадського діяча України | від 10 до 15 років позбавлення волі |
| ч. 2 ст. 113   | диверсія, вчинена в умовах воєнного стану або в період збройного конфлікту | 15 років позбавлення волі           |
| ч. 2 ст. 115   | умисне вбивство з кваліфікуючими ознаками | від 10 до 15 років позбавлення волі |
| ч. 6 ст. 152   | зґвалтування особи, яка не досягла чотирнадцяти років, вчинене повторно або особою, яка раніше вчинила пов'язані злочини                                                       | 15 років позбавлення волі           |
| ч. 6 ст. 153   | сексуальне насильство щодо особи, яка не досягла чотирнадцяти років, вчинене повторно або особою, яка раніше вчинила пов'язані злочини                                         | 15 років позбавлення волі           |
| ч. 3 ст. 258   | терористичний акт, що призвів до смерті | від 10 до 15 років позбавлення волі |
| ч. 3 ст. 321.1 | фальсифікація лікарських засобів або обіг фальсифікованих лікарських засобів, що потягли за собою смерть особи чи інші тяжкі наслідки, або вчинені в особливо великих розмірах | від 10 до 15 років позбавлення волі |
| ст. 348        | посягання на життя працівника правоохоронного органу | від 9 до 15 років позбавлення волі  |
| ст. 348.1      | посягання на життя журналіста | від 9 до 15 років позбавлення волі  |
| ст. 379        | посягання на життя судді, народного засідателя або присяжного | від 8 до 15 років позбавлення волі  |
| ст. 400        | посягання на життя захисника чи представника особи | від 8 до 15 років позбавлення волі  |
| ч. 5 ст. 404   | опір начальнику (військовий злочин), пов'язаний з умисним вбивством | від 10 до 15 років позбавлення волі |
| ч. 2 ст. 437   | ведення агресивної війни або агресивних воєнних дій | від 12 до 15 років позбавлення волі |
| ч. 2 ст. 438   | воєнні злочини, що потягли за собою загибель людини | від 10 до 15 років позбавлення волі |
| ч. 2 ст. 439   | застосування зброї масового знищення, що потягло за собою загибель людей чи інші тяжкі наслідки                                                                                | від 8 до 15 років позбавлення волі  |
| ч. 1 ст. 442   | геноцид | від 10 до 15 років позбавлення волі |
| ч. 2 ст. 442.1 | умисне вчинення в межах широкомасштабного або систематичного нападу на цивільне населення злочину апартеїду, винищення, вбивств                                                | від 10 до 15 років позбавлення волі |
| ст. 443        | посягання на життя представника іноземної держави | від 8 до 15 років позбавлення волі  |
| ч. 3 ст. 447   | вербування, фінансування, матеріальне забезпечення, навчання або використання найманців у збройних конфліктах, воєнних або насильницьких діях, що призвели до загибелі людини  | від 10 до 15 років позбавлення волі |

Примітка. Злочини, в яких встановлюється відповідальність за вбивство чи замах на вбивство посадових осіб (громадського діяча, судді, правоохоронця тощо), мають місце лише за наявності мотиву, який пов'язаний з їхньою діяльністю. Вчинення вбивства чи замаху на нього з інших (особистих мотивів) кваліфікується за ч.1 ст. 115 (чи ч.2 ст.15 ч.1 ст.115) КК України, яка передбачає 7 — 15 років ПВ.

## Відбування
Засуджені до довічного позбавлення волі чоловіки відбувають покарання у виправних колоніях максимального рівня безпеки та в секторах максимального рівня безпеки у виправних колоніях середнього рівня безпеки, а жінки — у секторах середнього рівня безпеки виправних колоній мінімального рівня безпеки. Засуджені тримаються окремо від засуджених, що відбувають покарання у виді ПВ на строк у таких само колоніях. 

Засуджені розміщуються в приміщеннях камерного типу по дві особи в камері та носять одяг спеціального зразка. За певних умов засудженого можуть тримати в одиночній камері. 

На осіб, які відбувають довічне позбавлення волі, поширюються права та обов'язки, а також заходи заохочення та стягнення засуджених до позбавлення волі на строк. Вони залучаються до праці лише на території колонії з урахуванням вимог тримання їх у приміщеннях камерного типу. Самодіяльні організації засуджені до ДПВ створювати не можуть. Для тих, хто не має загальної середньої освіти, створюються консультаційні центри. 

Засуджені до ДПВ мають право:
- витрачати на місяць для придбання продуктів харчування і предметів першої потреби гроші в розмірі до 50 % мінімального розміру заробітної плати;
- Отримувати послуги передачі без обмежень їх кількості
- одержувати один раз на місяць короткострокове побачення
- Одержувати раз на два місяця довгострокове побачення тривалістю до трьох діб.
- на щоденну прогулянку тривалістю одна година.

При сумлінній поведінці і ставленні до праці після відбуття десяти років ДПВ засудженому може бути дозволено додатково витрачати на місяць гроші в сумі до 20 % мінімального розміру заробітної плати, а після відбуття п'ятнадцяти років — брати участь у групових заходах освітнього, культурно-масового чи фізкультурно-оздоровчого характеру. 

За наявності підстав, передбачених ст. 100 КВК України засудженим до ДПВ можуть бути змінені умови тримання. Чоловіки можуть бути переведені:
- з приміщень камерного типу на дві особи → до багатомісних приміщень камерного типу виправної колонії максимального рівня безпеки з правом на участь у групових заходах освітного, культурного тощо характеру — після фактичного відбуття 5 років ув'язнення;
- з багатомісних приміщень камерного типу → до звичайних жилих приміщень виправної колонії максимального рівня безпеки — після фактичного відбуття не менше 5 років у багатомісних приміщеннях. В разі порушення установленого порядку відбування засуджені можуть бути переведені назад із жилих приміщень до приміщень камерного типу. Не переводяться засуджені, хворі психічно, на туберкульоз, венеричні захворювання.

Засуджені до ДПВ жінки тримаються у секторах середньої безпеки виправних колоній мінімального рівня безпеки із загальними умовами тримання. Для жінок встановлюється режим, передбачений для тримання засуджених у виправній колонії середнього рівня безпеки.

## Можливість звільнення
Незважаючи на те, що покарання називається довічним позбавленням волі, закон передбачає певні умови, за яких особа, засуджена до довічного позбавлення волі, може бути звільнена. 

Така особа може бути помилувана Президентом. Після відбуття 15 років ув'язнення засуджений може подати клопотання про його помилування Президентом України. У разі задоволення клопотання Президент України видає указ, відповідно до якого заміняє засудженому подальше відбування покарання у виді довічного позбавлення волі позбавленням волі на строк не менше 25 років. До 2022 року це було єдиною можливістю звільнення для засуджених до довічного позбавлення волі. 

У 2019 році Європейський суд з прав людини визнав покарання у «вигляді довічного позбавлення, яке неможливо скоротити» порушенням прав людини, зазначивши, що «президентські повноваження щодо здійснення помилування є сучасним еквівалентом королівської прерогативи помилування», і держава має забезпечити можливість перегляду покарання у вигляді довічного позбавлення волі за наявності визначених законом підстав. На виконання рішення ЄСПЛ до законодавства були внесені зміни. Після відбуття засудженим не менше п'ятнадцяти років довічне позбавлення волі може бути замінене на позбавлення волі строком від п'ятнадцяти до двадцяти років (за процедурою заміни покарання більш м'яким). Адміністрація виправної колонії подає до суду висновок щодо ступеня виправлення засудженого, а сам засуджений — «індивідуальний план виправлення та ресоціалізації». У подальшому особа на загальних підставах може бути умовно-достроково звільнена після відбуття трьох чвертей нового строку позбавлення волі, при цьому вона подає до суду звіт про виконання індивідуального плану виправлення і ресоціалізації.
Хоча в законодавстві вказано, що цей вид покарання не застосовується до осіб віком понад 65 років, немає чіткого розуміння чи означає заборона «застосування» тільки призначення покарання чи також його виконання. Якщо обидва варіанти, то це означає, що особам, які досягли 66 років, довічне має бути замінено на 15 років позбавлення волі. Хоча судова практика свідчить про звужене тлумачення цієї норми — а саме «застосування» розуміється як «призначення», правозахисники вказують на існування питання щодо законності виконання покарання у виді довічного позбавлення волі щодо осіб старших 65 років.